# Antimanoa grisleae
Antimanoa grisleae är en svampart som beskrevs av Syd. 1930. Antimanoa grisleae ingår i släktet Antimanoa, divisionen sporsäcksvampar och riket svampar.   Inga underarter finns listade i Catalogue of Life.